# Mipam Chökyi Lodrö
Mipam Chokyi Lodro (Derge, 1952 – Sikkim, 11 juni 2014) was de veertiende shamarpa oftewel shamar rinpoche, een tulku uit de karma kagyütraditie van het Tibetaans boeddhisme. Een tulku is in Tibet een lama die uit mededogen is geïncarneerd om gelovigen te leiden op het pad naar verlichting.
Mipam Chokyi Lodro werd op vierjarige leeftijd erkend door de zestiende karmapa. In 1959 vluchtte hij tijdens de Tibetaanse diaspora naar Sikkim, India en woonde daar tot aan zijn dood.

## Karmapa-controverse
Na het overlijden van de zestiende karmapa in 1981, nam hij de taak op zich om een nieuwe karmapa te vinden. De shamarpa had een lijst van kandidaten gekregen en Trinley Thaye Dorje was de meest waarschijnlijke kandidaat. Shamarpa nam vervolgens een geheime route naar Tibet om de jongen te bezoeken en keerde terug naar India waar hij Trinley Thaye Dorje erkende als zeventiende karmapa. De Karmapa-controverse bestaat eruit dat de tai situ, eveneens een tulku uit de karma kagyütraditie, Orgyen Trinley Dorje aanwees. Zowel de Volksrepubliek China als de veertiende dalai lama erkenden deze kandidaat.

## Overlijden
Op 11 juni 2014 overleed hij aan een hartstilstand.